# Accidente aéreo en Virginia de 2023
El 4 de junio de 2023, un Cessna 560 Citation V de operación privada que transportaba tres pasajeros y un piloto se estrelló a las 3:23 p. m. EDT cerca del Bosque Nacional George Washington, Virginia, matando a todos a bordo después de que la tripulación no respondiera a comunicaciones. El avión anteriormente pasó por la zona de exclusión aérea sobre Washington D. C., y sobre Virginia, fue interceptado por aviones de combate F-16 de la Base de la Fuerza Aérea Andrews a las 3:20 p. m., 2 minutos antes de caer en espiral hacia el terreno. Funcionarios estadounidenses dijeron que los pilotos de los interceptores que se acercaron a la aeronave habían visto al piloto del Cessna «desmayado» sobre los controles (aunque probablemente había fallecido). La Junta Nacional de Seguridad en el Transporte (NTSB) publicó un informe preliminar el 21 de junio de 2023 que indica que el DHS no ha encontrado la grabadora de voz.

## Accidente
El avión involucrado en el accidente era un Cessna 560 Citation V, registrado como N611VG a nombre de Encore Motors of Melbourne, una empresa con sede en Florida propiedad de John y Barbara Rumpel. El plan de vuelo del piloto decía 39.000 pies. Partió del Aeropuerto Municipal de Elizabethton en Elizabethton, Tennessee y voló con el rumbo correcto para aterrizar en el Aeropuerto MacArthur de Long Island (OACI: KISP) en Nueva York. A las 1:25 p. m. EDT, el controlador autorizó al avión a nivel de vuelo 340 (34 000 pies) y el piloto reiteró la autorización. En este momento el avión estaba a unos 28.000 pies.
A las 1:28 p. m. EDT, el controlador modificó la autorización previa de altitud, instruyendo al piloto que se detuviera el subir a 33 000 pies para cruzar el tráfico aéreo. El piloto no respondió a la autorización modificada, el avión continuó el ascenso a 34 000 pies y se estabilizó. No se recibieron más transmisiones de radio del piloto durante el resto del vuelo, a pesar de los repetidos intentos de contactar al piloto.
El avión no descendió a tiempo en la aproximación y finalmente entró en la zona de exclusión aérea sobre Washington D. C.
El complejo del Capitolio de los Estados Unidos, incluidas las oficinas de los Subcomités de Aviación de ambas Cámaras del Congreso, fue puesto en «alerta elevada» cuando el avión sobrevoló el espacio aéreo restringido según lo informado por la Policía del Capitolio de los Estados Unidos. Después de ser informado de la incursión, NORAD desplegó seis aviones de combate F-16 para interceptar el avión, incluidos dos F-16 del 177th Fighter Wing en la Base de la Guardia Nacional Aérea de Atlantic City y dos F-16 del 169th Fighter Wing en McEntire Base conjunta de la Guardia Nacional. Pero dos F-16 del 113th Fighter Wing en la Base Conjunta Andrews fueron los primeros en llegar al Cessna e intentar contactar al piloto. El Cessna fue interceptado aproximadamente a las 3:20 p. m. EDT. Los F-16 usaron bengalas para llamar la atención del piloto del Cessna, aunque el piloto del avión no respondía.
Los F-16 provocaron una explosión sónica sobre Washington D. C. en respuesta a la intrusión en el espacio aéreo. Según los informes preliminares de la FAA, «se estrelló contra un terreno montañoso en un área escasamente poblada del suroeste de Virginia» alrededor de las 3:30 p. m. EDT. Más tarde se determinó que el lugar del accidente estaba cerca del bosque George Washington. Antes de estrellarse, el Cessna sobrepasó su destino por 315 millas (506,9 km). Los datos de seguimiento de FlightAware indicaron que el avión voló sobre Washington D. C. a una altitud de 34 000 pies (10 363,2 m) antes de estrellarse. La Policía Estatal de Virginia fue notificada del accidente aproximadamente a las 3:50 p. m. EDT.

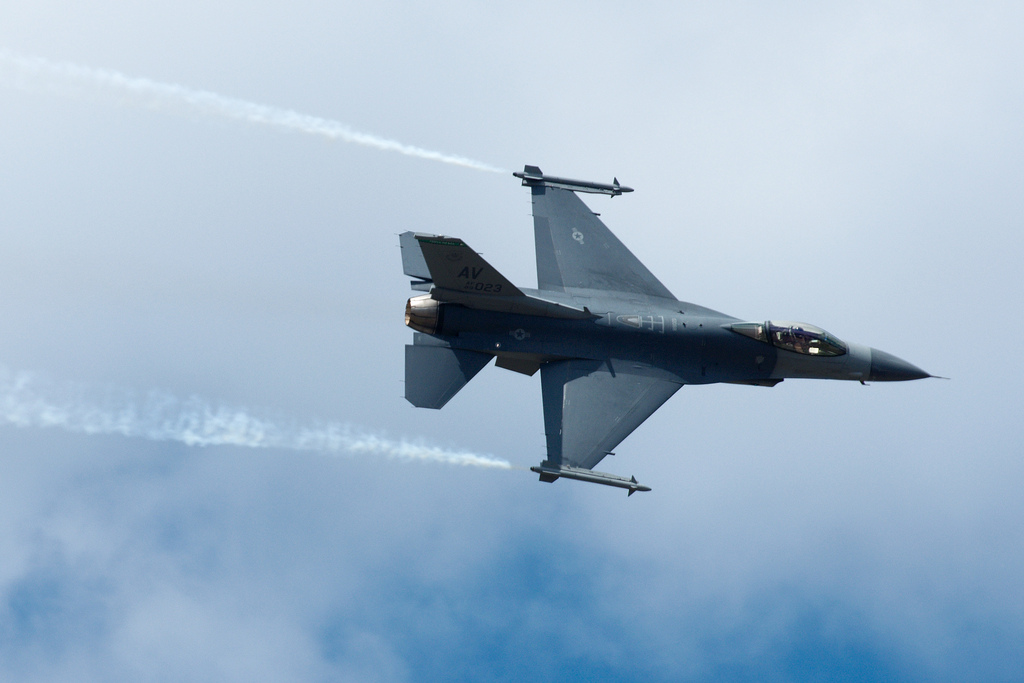
F-16 Fighting Falcon de la Fuerza Aérea de los Estados Unidos.

El lugar del accidente fue en (el lugar designado por el censo) Montebello VA, entre St. Mary's Wilderness - Swimming Hole y Blue Ridge Parkway, en la cara norte de Mine Bank Mountain a una altura de 2760 pies en el Bosque Nacional George Washington, Código Plus M7 White Rock VA, Mine Bank Creek Trail (Forest Trail 5000).

### Causa
Una pérdida de presión en la cabina que provocó la pérdida de conocimiento de los ocupantes debido a hipoxia insidiosa fue el modo de muerte, según el Instituto de Seguridad Aérea. La descripción de lo sucedido coincide con lo que se conoce como "vuelo fantasma".

## Pasajeros y tripulación
La FAA confirmó que cuatro personas murieron como resultado del accidente. El piloto, Jeffrey Renick Hefner, era capitán del Southwest Airlines 737 y tenía una habilitación de tipo A/CE-500 (lo que significa que estaba autorizado a volar cualquier Cessna Citation V). Los pasajeros eran Adina Azarian, de 49 años, agente de bienes raíces en East Hampton, su hija de 2 años, Aria Azarian, y Evadnie Smith, la niñera jamaicana de Aria. Azarian es un nombre azerbaiyano. Cuando Adina Azarian tenía 40 años, John y Barbara Rumpel la adoptaron. Barbara Rumpel era propietaria del avión y miembro del comité ejecutivo del Consejo de Liderazgo de Mujeres de la NRA. Los Rumpel habían perdido a su hija Victoria a los 19 años en un accidente de buceo en 1994.

## Secuelas
Los socorristas que fueron notificados del accidente a las 3:50 p. m. EDT informaron que no se encontraron sobrevivientes entre los restos. CNN informó que el avión dejó un «cráter», lo que llevó a los socorristas a creer que impactó contra el suelo en un ángulo muy pronunciado. Se suponía que el piloto debía cambiar el selector de fuente de presión desde la posición de tierra (GND)/apagado. El piloto que también era mecánico, normalmente se habría puesto la máscara de oxígeno y habría realizado un descenso de emergencia de rutina si se encendía la luz de presión de emergencia. Ni la NTSB ni el DHS han declarado qué persona es sospechosa de haber retirado la grabadora de voz de la cabina.
N611VG se fabricó en 1990. N611VG tenía dos motores Pratt & Whitney Canada JT15D Serie 5. El 23 de mayo de 2016, un Cessna 501 fabricado en 1980 volaba desde Perryville, MO (FAA LID: PCD) a San Antonio (OACI: KSAT) cuando perdió la presurización de la cabina y su piloto perdió el conocimiento durante 5 segundos. El informe final de la NTSB advirtió sobre "la separación del conducto de presurización principal del sistema de aire acondicionado y la falla posterior de la aleta de la válvula de retención del mamparo de presión de popa debido al debilitamiento progresivo por la edad". El 2 de abril de 2021, el Pacific Coast Jet PXT525 (N525CR), un Cessna 525B Citation CJ3, que volaba desde el Aeropuerto internacional de Oakland (OACI:KOAK) al Aeropuerto internacional de Bozeman Yellowstone (OACI:KBZN) sufrió un alarma de presurización de la cabina mientras subía a través de FL200 (en una pantalla de radar de salida de Oakland).

## Lectura adicional
- Orlando, Joyce (5 de junio de 2023). «Small plane prompted F-16 scramble, sonic boom after Tennessee take off: What we know». Nashville Tennessean (en inglés).

- Datos: Q119104342